# 溫和報
溫和報或译中庸報（英文：The Moderate），由平等派為了宣傳理念所創立的一份刊物，發刊時間是在1648年7月至1649年9月。是一份在英國內戰中非常重要的報章。